# FlightGear
FlightGear Flight Simulator (vaak afgekort tot FGFS of simpelweg FG) is een van de bekendste vrije vliegsimulators. Dankzij het opensourceprincipe kan iedereen bijdragen aan het project in de vorm van vliegtuigen, vliegvelden of gebouwen, maar ook meewerken aan interne systemen en codes.
Verschillende recensies tonen aan dat het, zeker voor een gratis programma, een goede simulator is. Het spel is dan ook te vergelijken met populaire (betaalde) simulators zoals Microsoft Flight Simulator.

## Geschiedenis
Eind 1990 begon de ontwikkeling officieel met een online voorstel en het schrijven van de code in 1996.

### Het begin (1996-1997)
De ontwikkeling van FlightGear begon officieel in de late jaren 90 van de vorige eeuw, met een online voorstel en het uiteindelijke schrijven van de code in 1996. In plaats van het programma compleet van de sokkel op te bouwen maakten de FlightGear-ontwikkelaars gebruik van het LARCSim-model van de NASA, met OpenGL voor de 3D graphics.

### Versie 1.9.0 (2008-2009)
Toen versie 1.9.0 in 2008 werd uitgebracht maakte FlightGear de overstap van PLIB naar OSG. Deze overstap zorgde voor een tijdelijk verlies van een aantal belangrijke (grafische) functies zoals 3D-wolken en schaduwen. De meeste vliegtuigen, welke voor OSG zijn gemaakt, werken niet met de oudere versies van FlightGear waar nog PLIB werd gebruikt.

### Versie 2.0.0 (2010-2013)
FlightGear 2.0.0 heeft nieuwe functies zoals uitslaande vlammen wanneer een vliegtuig crasht en reflectie van voorwerpen, zoals de zon of een vliegtuig, op water. Ook wordt er in versie 2.0.0 gewerkt aan een meer levende wereld met onder andere stoomtreinen en auto's. Ook nieuw is dat screenschots worden opgeslagen als PNG-bestand (en niet zoals het gebruikelijke PPM-formaat) wat zorgt voor meer compatibiliteit met andere beeldlezers.

### Versie 3.0 (2014)
FlightGear 3.0 kwam uit op 17 februari 2014. Deze bevat de FGCom-spraakclient en verbetert de weergave van het terrein. Daarnaast wordt het landschap sneller geladen en is er aandacht besteed aan het verbeteren van de gebruiksvriendelijkheid. WorldScenery 2.0, ook uitgebracht in februari 2014, brengt nieuwe landschappen naar FlightGear.

### Releasetijdlijn

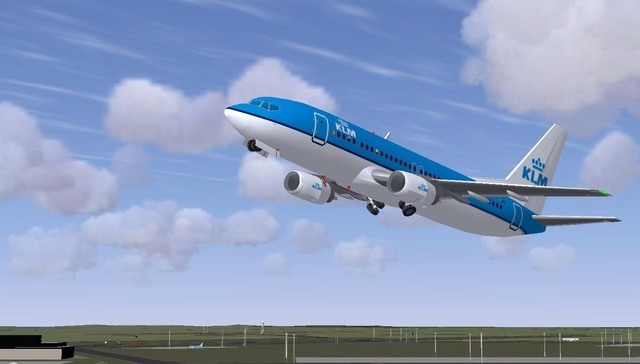
Boeing 737-300 in KLM kleuren

| Datum             | Versie               |
| ----------------- | -------------------- |
| 17 juli 1997      | Eerste grote uitgave |
| 23 september 1997 | 0.12                 |
| 9 december 1997   | 0.15                 |
| 17 december 1997  | 0.18                 |
| 30 december 1997  | 0.19                 |
| 6 januari 1998    | 0.22                 |
| 11 maart 1998     | 0.37                 |
| 8 april 1998      | 0.41                 |
| 14 april 1998     | 0.42                 |
| 23 april 1998     | 0.43                 |
| 28 april 1998     | 0.44                 |
| 7 mei 1998        | 0.45                 |
| 11 mei 1998       | 0.46                 |
| 18 mei 1998       | 0.47                 |
| 9 juni 1998       | 0.48                 |
| 27 juni 1998      | 0.49                 |
| 13 juli 1998      | 0.50                 |
| 21 juli 1998      | 0.51                 |
| 15 augustus 1998  | 0.52                 |
| 2 september 1998  | 0.53                 |
| 25 september 1998 | 0.54                 |
| 23 oktober 1998   | 0.55                 |
| 23 november 1998  | 0.56                 |
| 21 januari 1999   | 0.57                 |
| 10 februari 1999  | 0.58                 |
| 31 maart 1999     | 0.59                 |
| 26 mei 26, 1999   | 0.6.0                |
| 21 juni, 1999     | 0.6.1                |
| 11 september 1999 | 0.7.0                |
| 11 september 1999 | 0.6.2                |

| Datum             | Versie |
| ----------------- | ------ |
| 22 oktober 1999   | 0.7.1  |
| 17 februari 2000  | 0.7.2  |
| 18 mei 2000       | 0.7.3  |
| 20 juli 2000      | 0.7.4  |
| 18 september 2000 | 0.7.5  |
| 19 december 2000  | 0.7.6  |
| 20 juni 2001      | 0.7.7  |
| 13 juli 2001      | 0.7.8  |
| 16 februari 2002  | 0.7.9  |
| 20 april 2002     | 0.7.10 |
| 7 september 2002  | 0.8.0  |
| 4 december 2002   | 0.9.0  |
| 5 december 2002   | 0.9.1  |
| 4 juni 2003       | 0.9.2  |
| 24 oktober 2003   | 0.9.3  |
| 26 maart 2004     | 0.9.4  |
| 29 juli 2004      | 0.9.5  |
| 12 oktober 2004   | 0.9.6  |
| 18 januari 2005   | 0.9.8  |
| 17 november 2005  | 0.9.9  |
| 5 april 2006      | 0.9.10 |
| mei 2007          | 0.9.11 |
| 17 december 2007  | 1.0.0  |
| 21 december 2008  | 1.9.0  |
| 25 januari 2009   | 1.9.1  |
| 25 februari 2010  | 2.0.0  |
| 17 augustus 2011  | 2.4.0  |
| 17 februari 2012  | 2.6.0  |
| 17 augustus 2012  | 2.8.0  |
| 17 februari 2013  | 2.10   |
| 21 september 2013 | 2.12   |
| 17 februari 2014  | 3.0    |
| 17 februari 2015  | 3.4    |

## Software
De simulatiemotor in FlightGear heet SimGear.
Het gebruikersgemak van FlightGear wordt weergeven door het grote aantal vliegtuigen dat beschikbaar is voor FlightGear: van helikopters tot zweefvliegtuigen en van passagiersvliegtuigen tot militaire vliegtuigen. Deze vliegtuigen zijn aangedragen door vele mensen, van over de gehele wereld.

### Netwerk en multiplayer
Dit kan gebruikt worden voor formatievluchten, vluchten waarbij twee spelers in dezelfde cockpit kunnen zitten en/of luchtverkeersleiding. Al snel was er de beschikking over multiplay via internet. Andere functies zijn een bewegende Google Maps-kaart met de posities van alle spelers.
Op de website van de FlightGear Community wordt met een speciale "tracker" het aantal vlieguren van alle piloten op het netwerk bijgehouden. Sinds de release van versie 1 is het aantal gebruikers sterk toegenomen wat regelmatig vertragingen tot gevolg heeft. De beste oplossing is op minder drukke plekken te vliegen.
Naast de vrije multiplayer server beschikt FlightGear ook over de mogelijkheid om via een uitbreidingssoftware (Swift) te connecteren met een FSD netwerk, zoals het VATSIM flight simulator netwerk. Dit stelt gebruikers in staat om te interageren met duizenden piloten en luchtverkeersleiders om op die manier in een realistische gesimuleerde omgeving te vliegen. Deze functie is sinds FlightGear 2020.3.13 (maart 2019) standaard beschikbaar.

### Uitbreidingssoftware
FlightGear Scenery Designer is een FlightGear scenery editor voor het werken met terreinhoogte. Het World Custom Scenery is een project om verschillende scenery-aanpassingen te coördineren. TaxiDraw ten slotte is een programma om op vliegvelden start-/landingsbanen en taxibanen aan te passen.

## Vliegtuigen
FlightGear begon met één vliegtuig: een Navion, welke was inbegrepen bij NASA's LARCsim. In 2000 werd deze vervangen door de Cessna 172. Sinds versie 2.10 is het totale aantal aangeboden vliegtuigen de 400 gepasseerd en worden zij aangeboden in meer dan 800 unieke uitvoeringen, gebaseerd op echte vliegtuigen.

## Afbeeldingen

### 0.9.4 (2004)

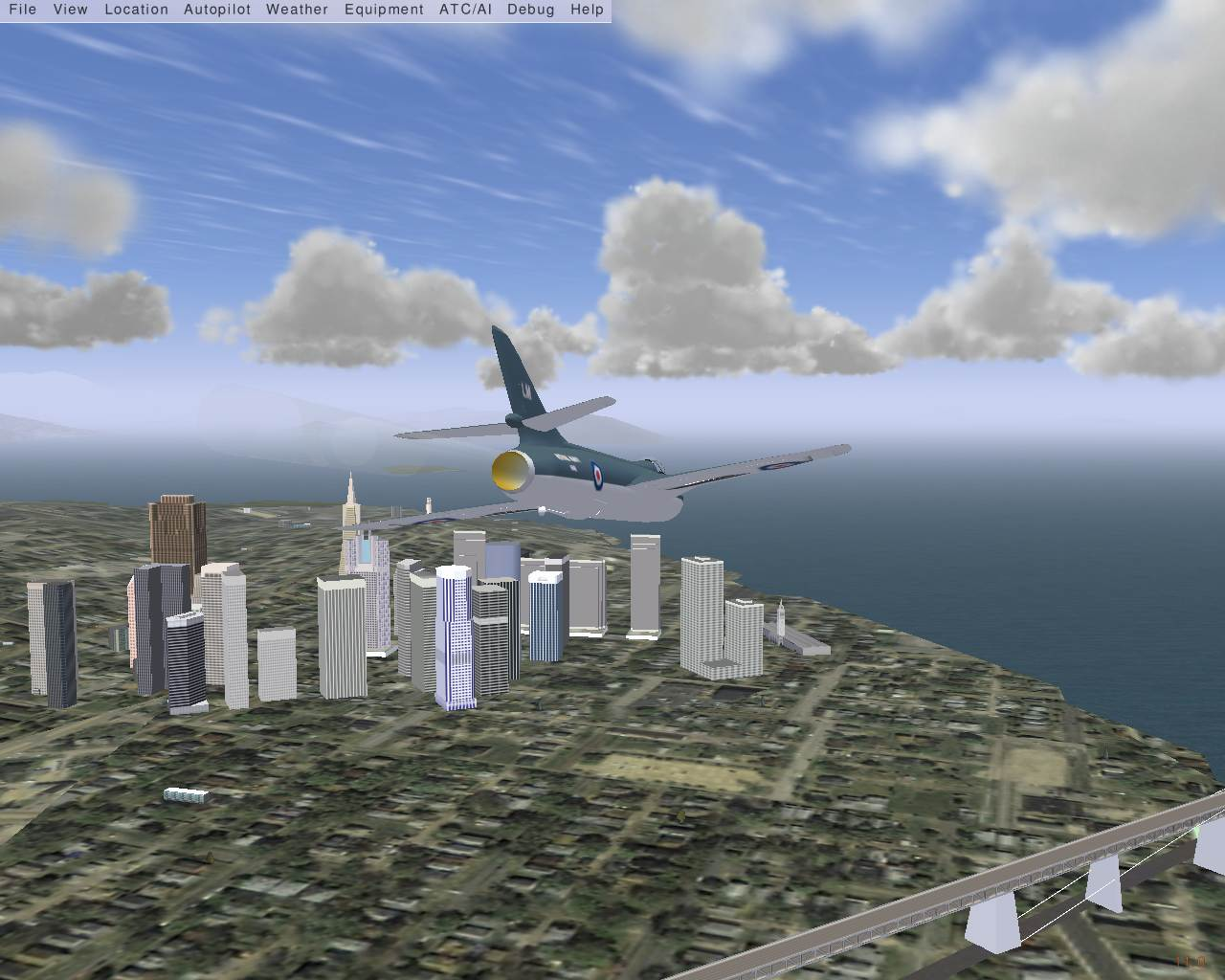
Hawker Hunter

### 0.9.9 (2005)

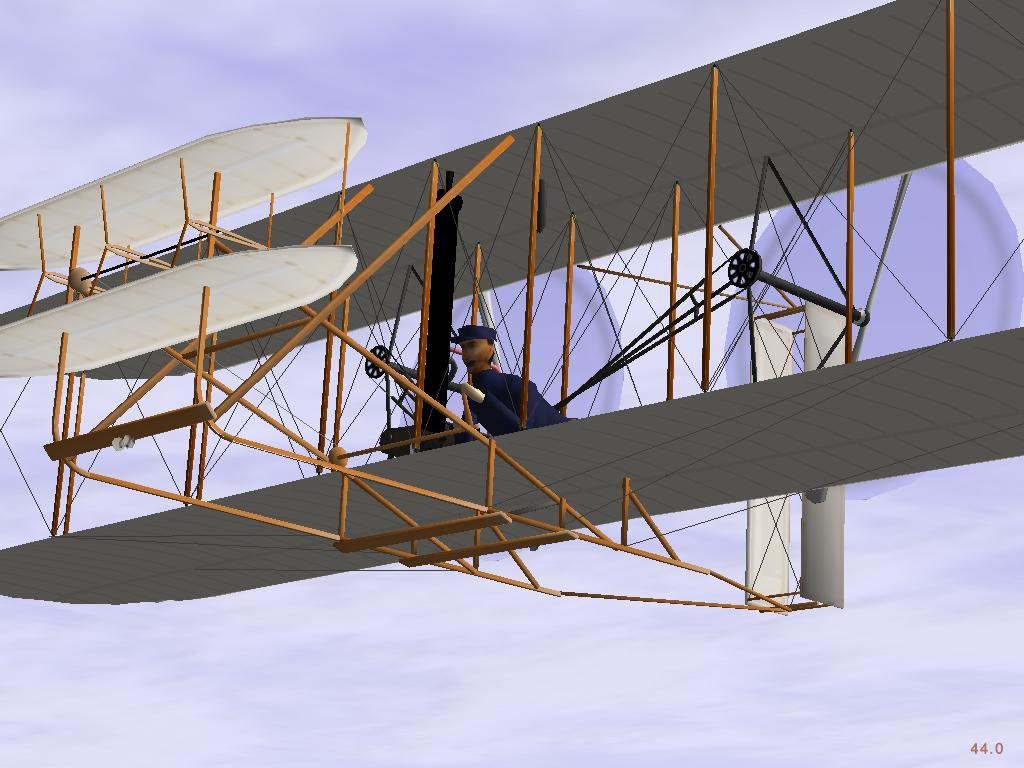
1903 Wright Flyer
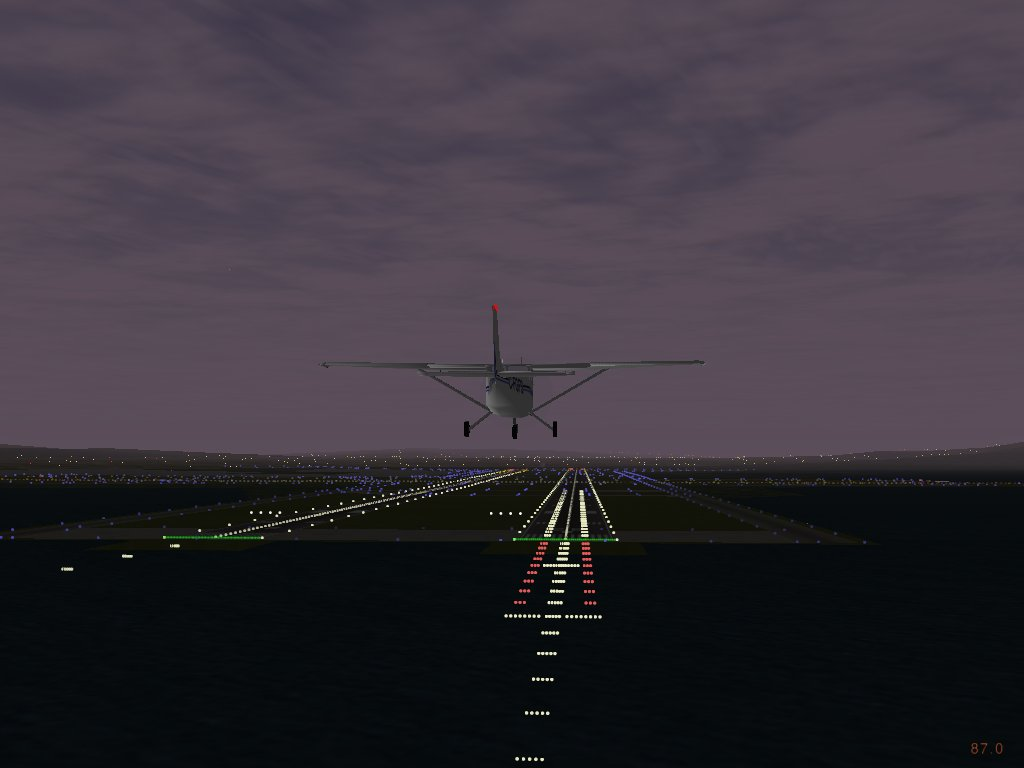
Cessna 172
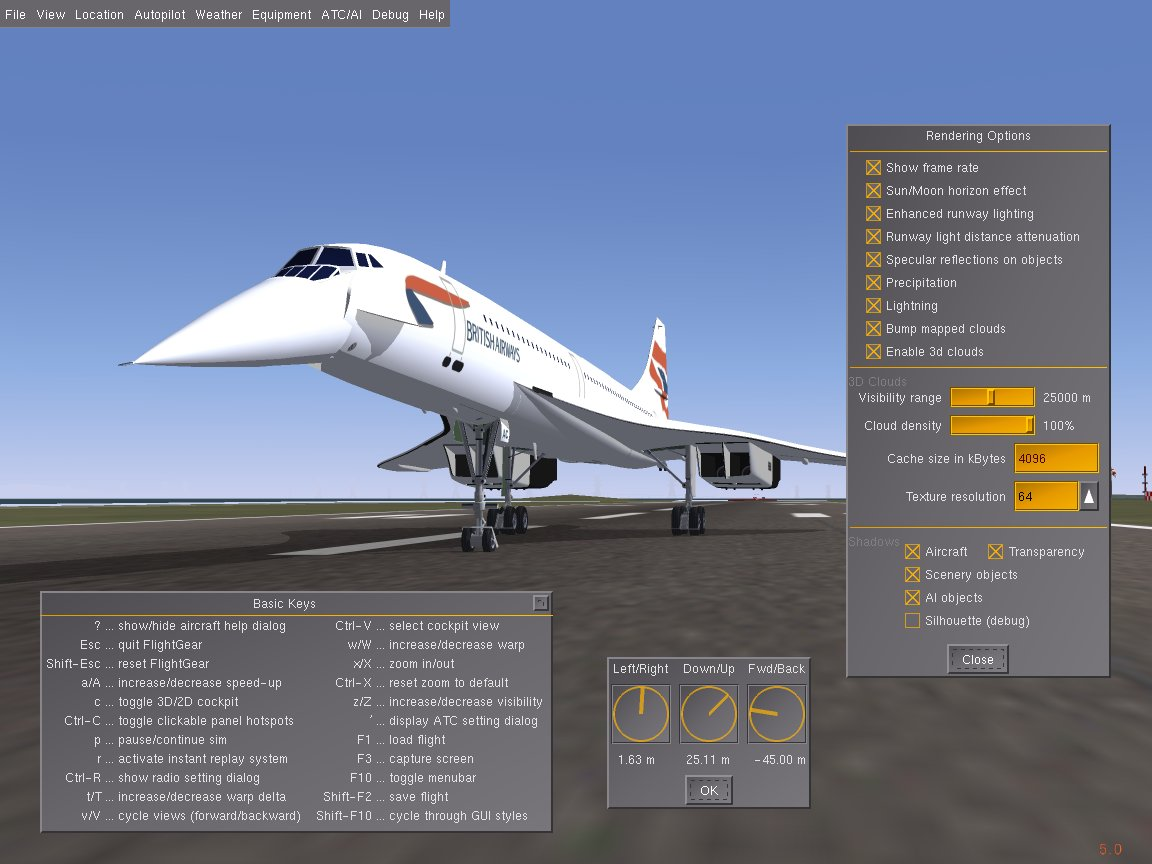
Concorde
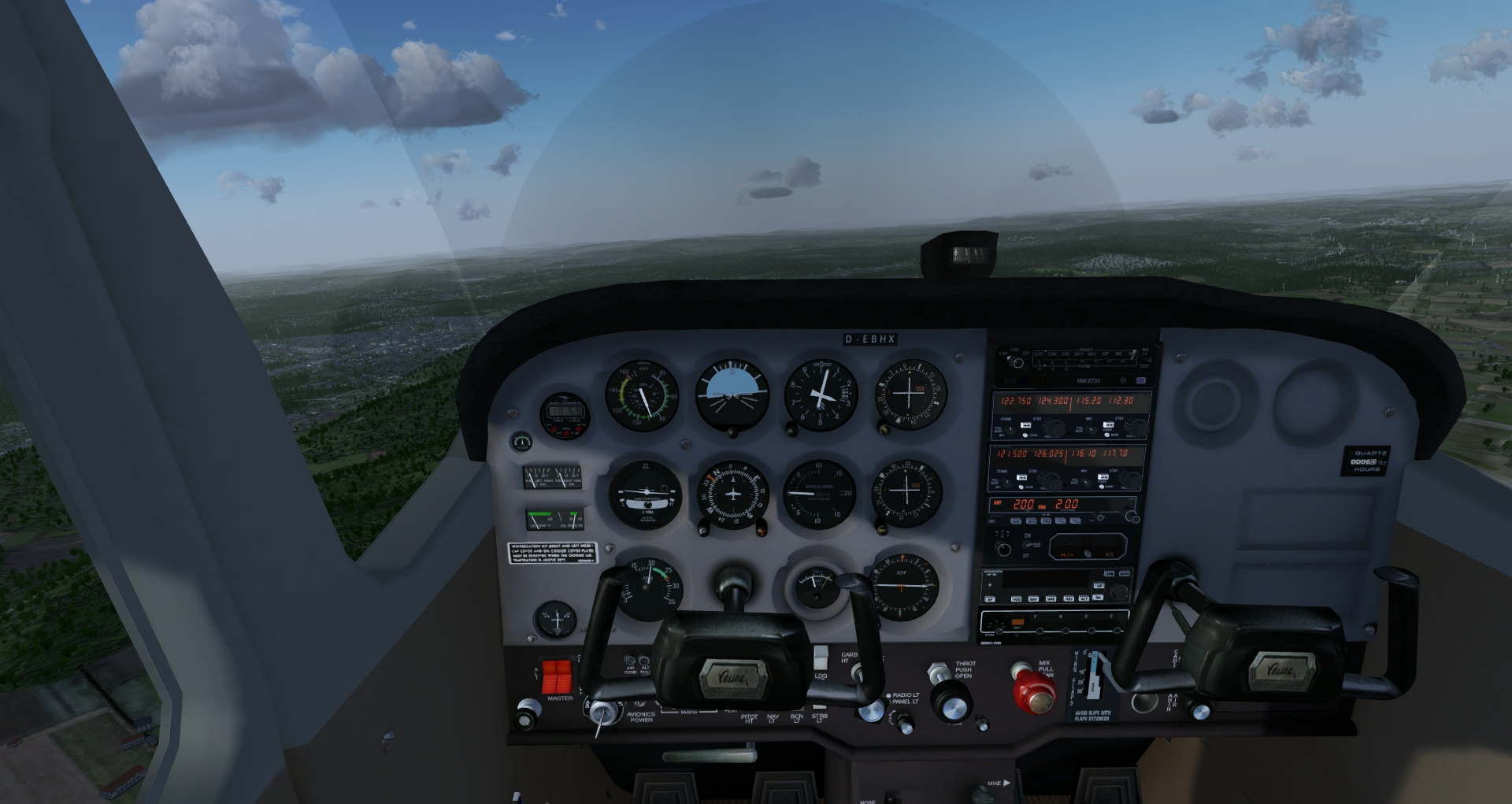
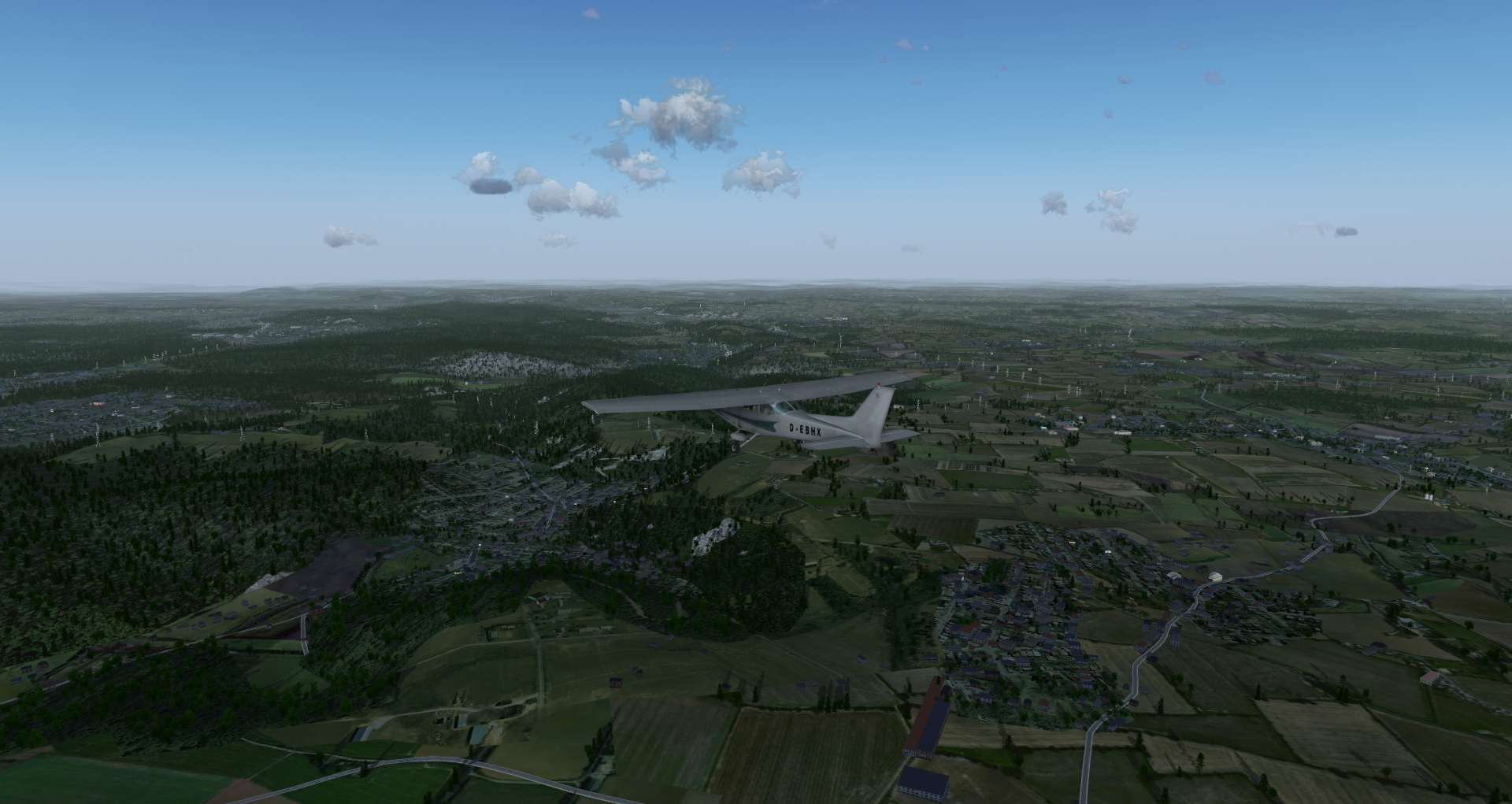
C172
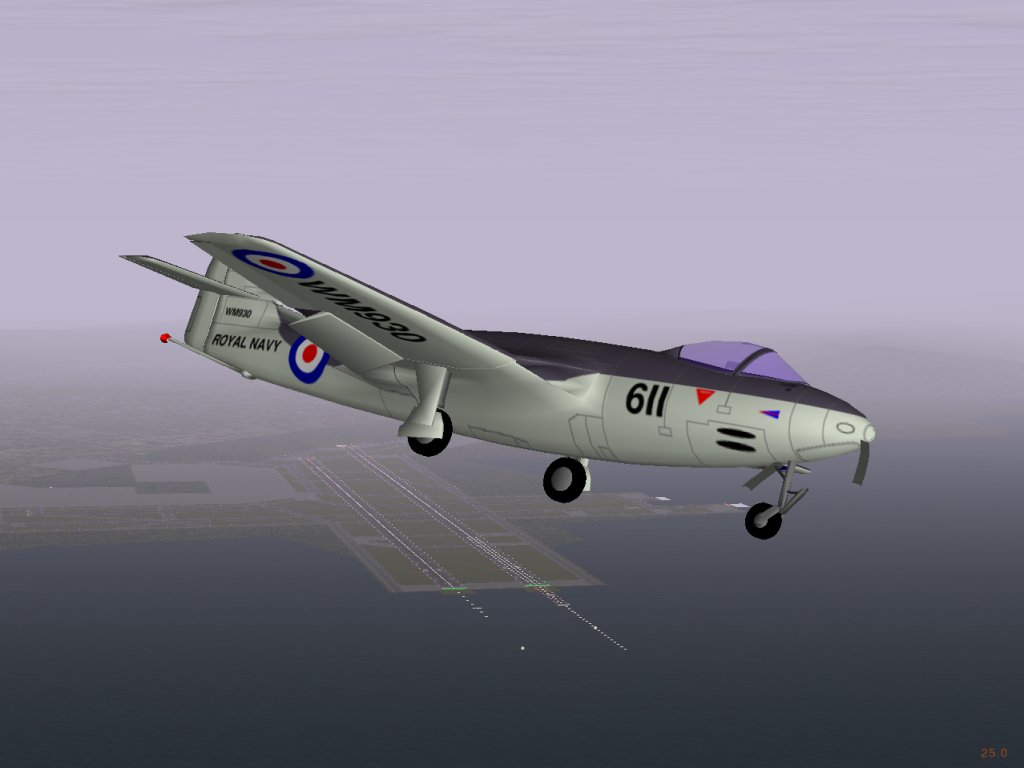
Hunter Sea Hawk
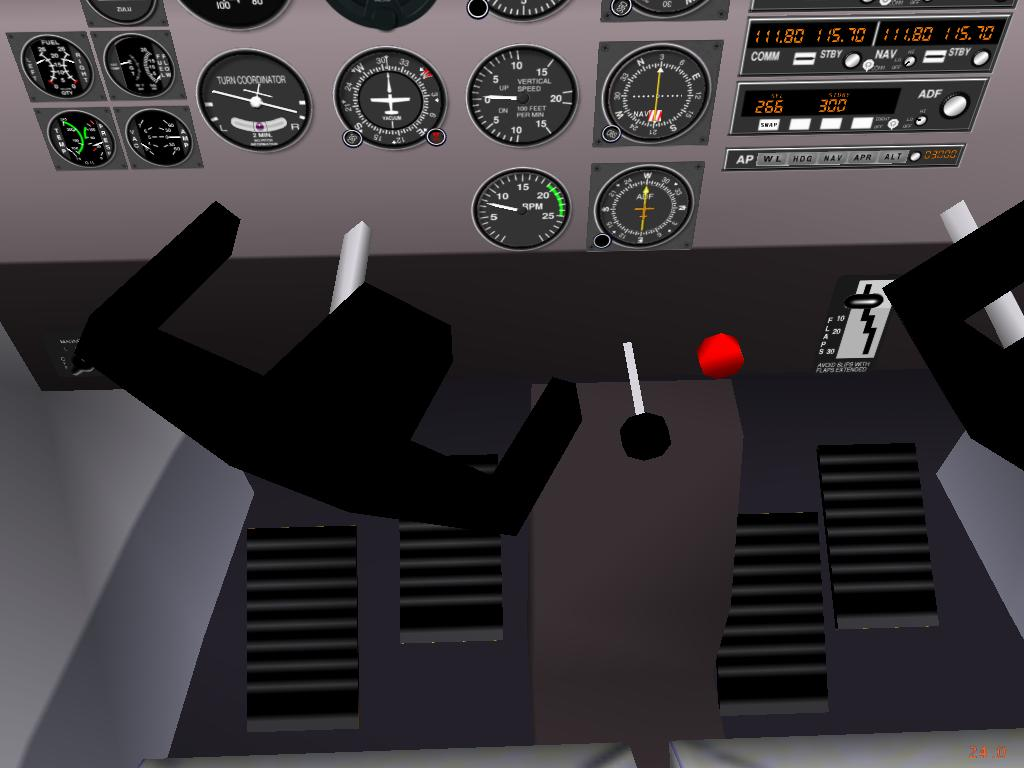
C172

### 0.9.10 (2006)

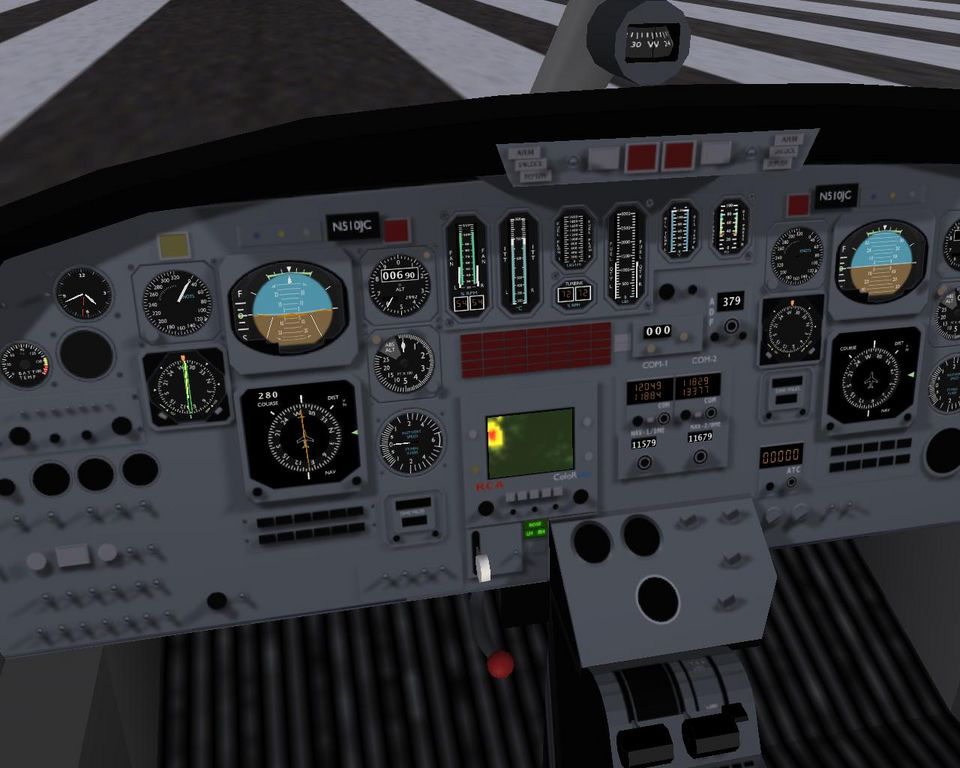
3D-cockpit voor Cessna Citation
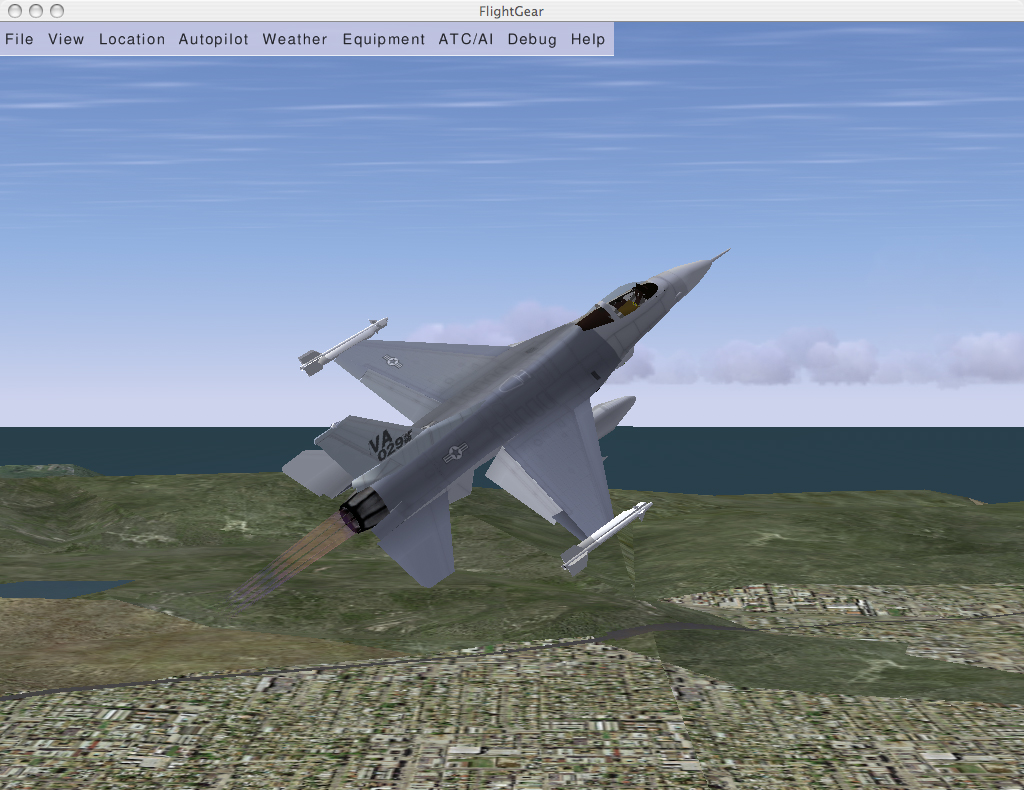
F-16 in vlucht
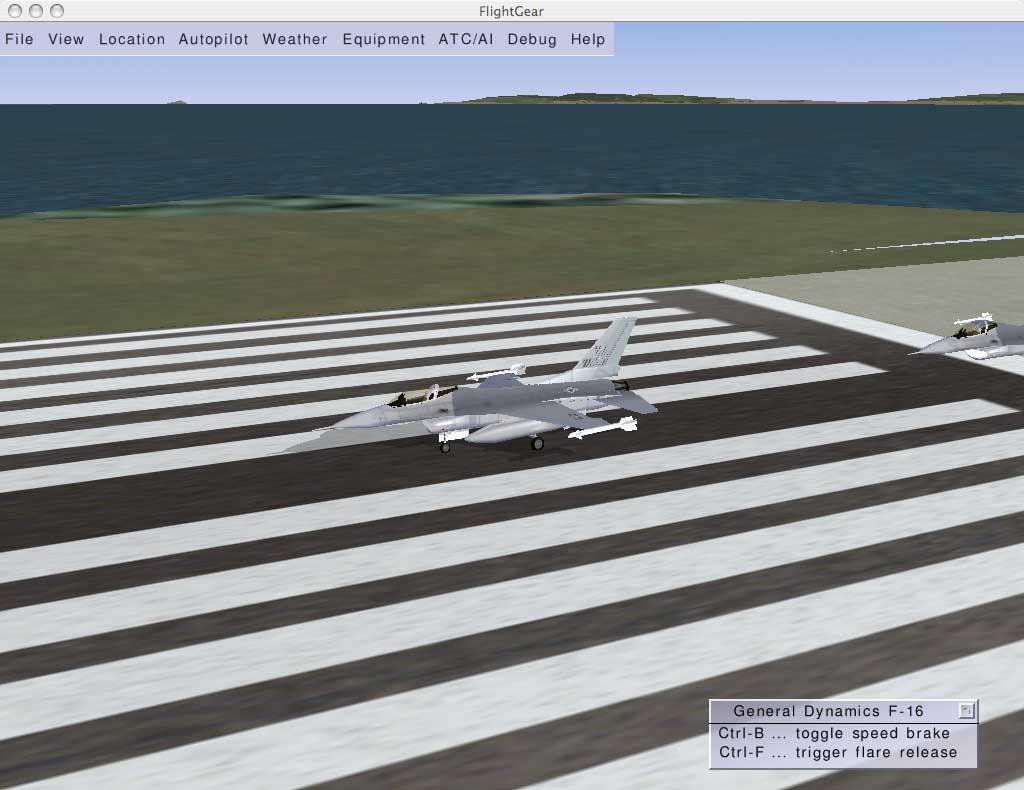
F-16 opstijgen
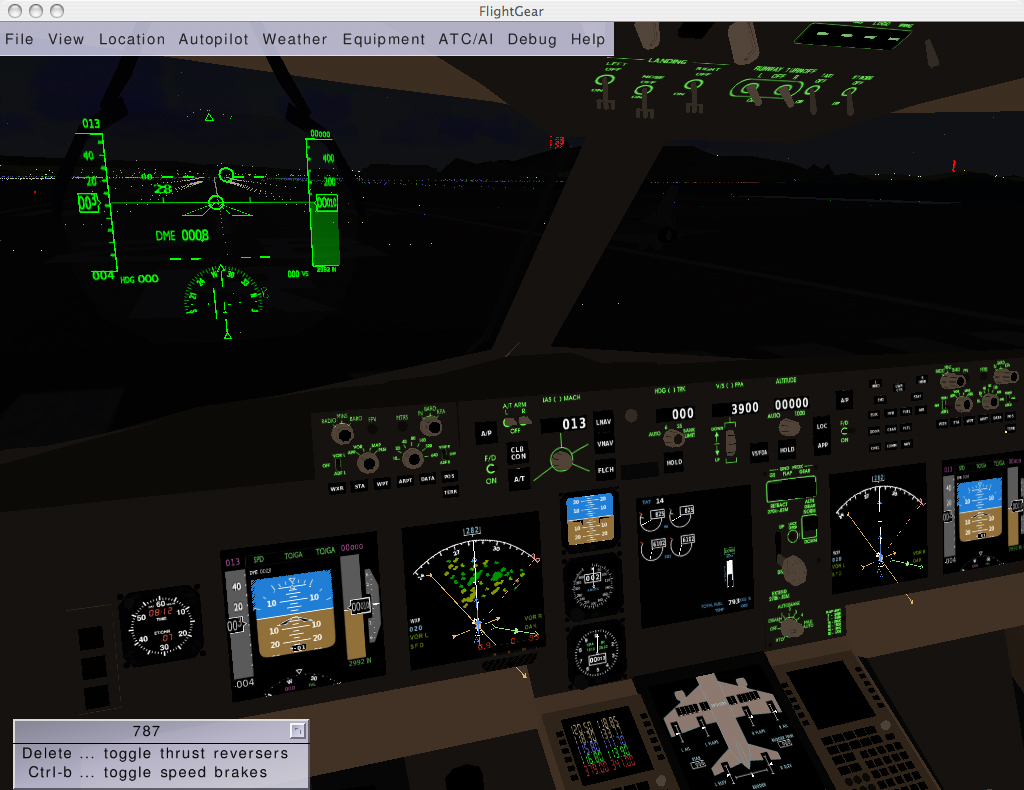
3D Cockpit voor Boeing 787

### 1.0.0 (2007)

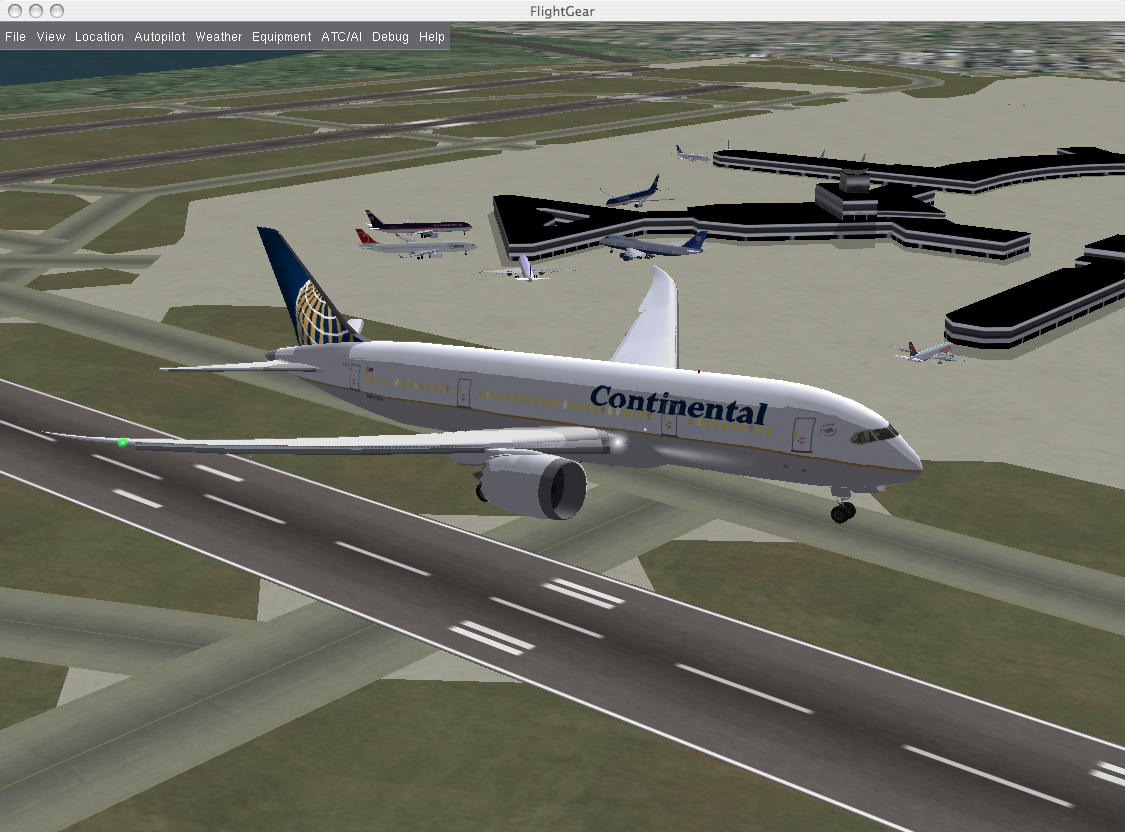
Boeing 787
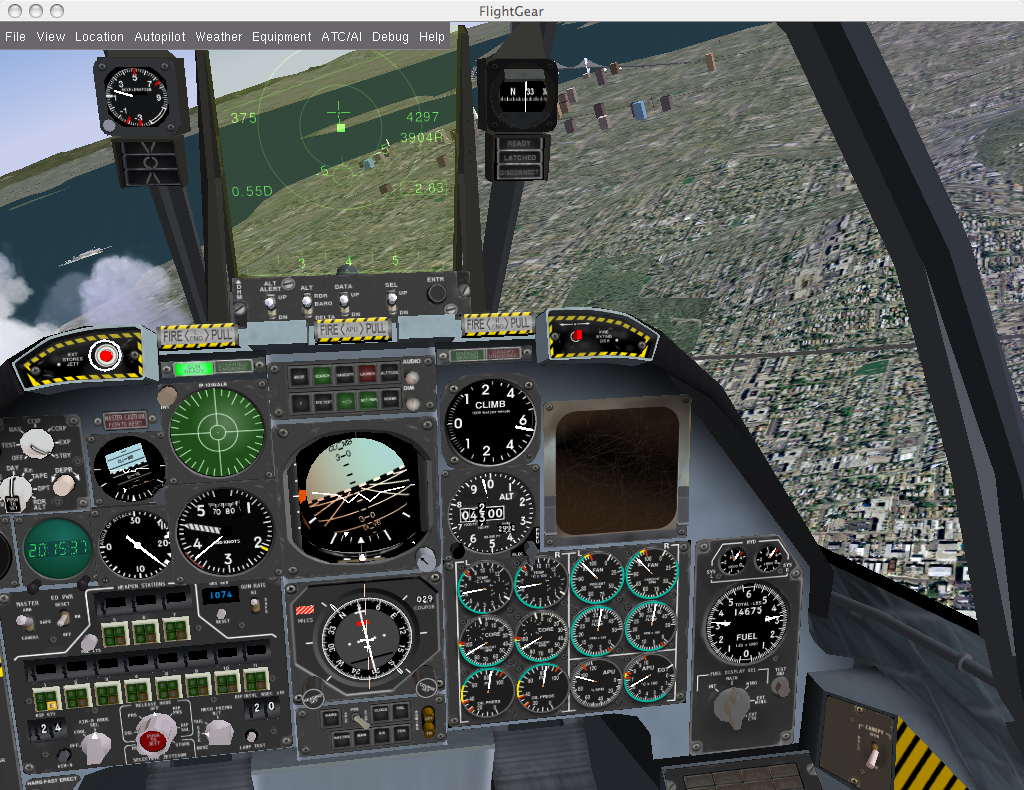
3D Cockpit voor A-10
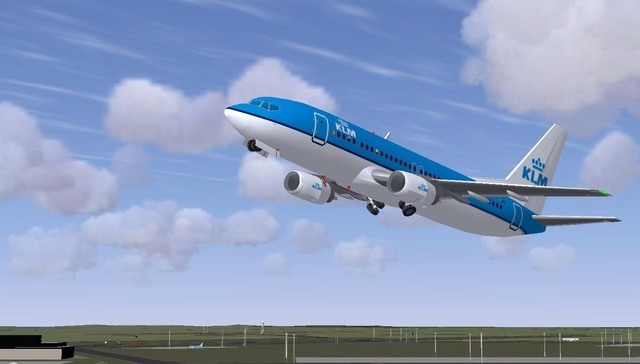
Boeing 737-300 in KLM-kleuren